# 서울 지장사 독성도
서울 지장사 독성도(서울 地藏寺 獨聖圖)는 부처님의 법을 이어받아 최고의 깨달음에 도달한 나반존자, 즉 독성을 도설하고 있는 그림으로 1906년에 그려졌다.

## 개요
독성은 인도 남쪽의 천태산에서 수행하면서, 부처님의 열반 후에 석가모니의 법을 전하며, 모든 중생을 제도하고자 하는 나한의 하나이다. 따라서 독성도는 천태산을 배경으로 늙은 비구가 앉아 있는 형식으로 묘사된다.
한편 독성은 스승과 제자없이 홀로 산중에 들어가 독서하며 불법을 깨우치므로 독존의 형태로 그려지는 것이 보통이며, 동자로부터 능히 공경을 받는 의미로 동자상의 표현이 이루어지기도 한다.
이 그림은 노송 아래에 독성이 바위 위에 앉아 있는 자세를 취하고 있는데, 눈썹과 수염 그리고 머리의 일부분이 흰색으로 처리되어 노비구임을 표현하고 있다. 왼발은 맨발로 살색을 드러내며 발바닥을 보여주고 있는 형국이 익살스러운 광경으로 다가오는데, 이는 나한도나 나한상의 표현에서 보여지는 도상과 흡사하다.

## 참고 자료
- 지장사 독성도 - 국가유산청 국가유산포털

 본 문서에는 서울특별시에서 지식공유 프로젝트를 통해 퍼블릭 도메인으로 공개한 저작물을 기초로 작성된 내용이 포함되어 있습니다.